# Oscar Pelliccioli
Oscar Pelliccioli es un ciclista italiano. Nació en Verdellino, el 1 de julio de 1965. Debutó como profesional en las filas del conjunto Diana-Colnago. Fue profesional de 1990 a 2000. Tras su retirada se convirtió en director deportivo de varios equipos como por ejemplo el De Nardi, el Domina Vacanze, el Team Milram o el Colombia.

## Palmarés
1993
- 1 etapa de la Vuelta a México

1994
- 1 etapa del Tour DuPont
- Coppa Agostoni

## Resultados en Grandes Vueltas y Campeonatos del Mundo
Durante su carrera deportiva consiguió los siguientes puestos en las Grandes Vueltas y en los Campeonatos del Mundo en carretera:
| Carrera         | 1990 | 1991 | 1992 | 1993 | 1994 | 1995 | 1996 | 1997 | 1998 | 1999 | 2000  |
| --------------- | ---- | ---- | ---- | ---- | ---- | ---- | ---- | ---- | ---- | ---- | ----- |
| Giro de Italia  | -    | Ab.  | -    | 50.º | 25.º | Ab.  | 23.º | 39.º | -    | 76.º | 55.º  |
| Tour de Francia | -    | -    | -    | -    | 15º  | 32.º | 85.º | 80.º | -    | Ab.  | -     |
| Vuelta a España | -    | -    | 95.º | -    | -    | 24.º | -    | -    | -    | -    | 108.º |
| Mundial en Ruta | -    | -    | -    | -    | -    | 16º  | -    | -    | -    | -    | -     |

Exp: expulsado por la organización

-: no participa 

Ab.: abandono